# Ga Truồi
Ga Truồi là một nhà ga xe lửa tại huyện Phú Lộc, tỉnh Huế. Nhà ga là một điểm của đường sắt Bắc - Nam và nối với ga Hương Thủy với ga Cầu Hai.

## Các tuyến
- Đường sắt Bắc Nam